# 蓬泰韦克
蓬泰韦克（法語：Pont-Évêque，法語發音：[pɔ̃.t‿evɛk]），法国东南部城市，奥弗涅-罗讷-阿尔卑斯大区伊泽尔省的一个市镇，隶属于维埃纳区，其市镇面积为8.76平方公里，2022年1月1日时人口数量为5,843人，在法国城市中排名第2,105位。
蓬泰韦克位于伊泽尔省西北部，维埃纳市区东侧，是维埃纳的一个近郊卫星城，连接维埃纳和利勒达博之间的公路由此通过。

## 地名来源
“蓬泰韦克”一名的来源尚不清楚。

## 历史

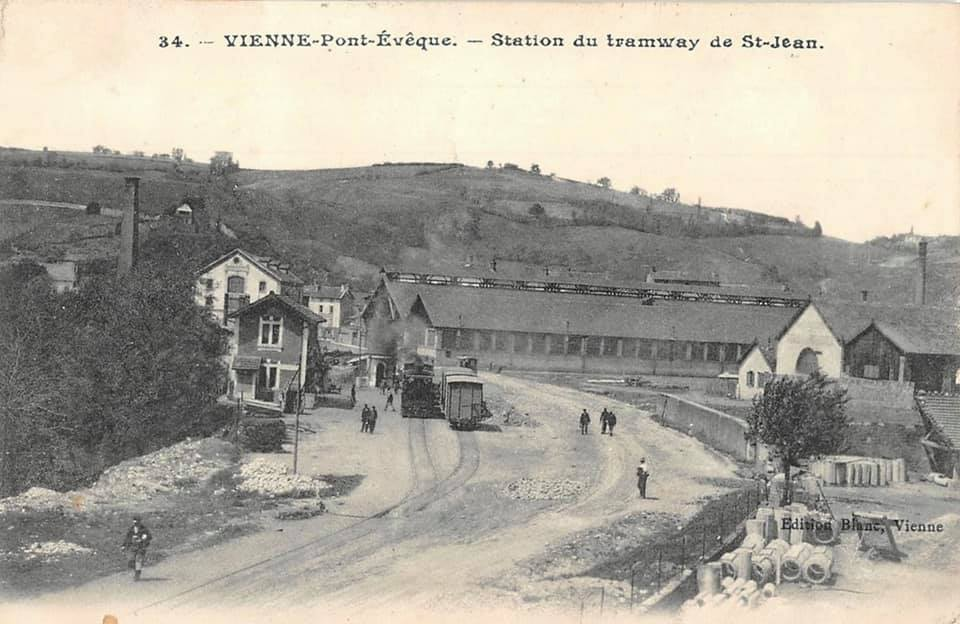
20世纪初途径蓬泰韦克的铁路线

蓬泰韦克成立于1867年7月20日，由埃斯特拉布兰和塞普泰姆两个市镇的部分区域合并组建而成。
根据当地官方网站的论述，蓬泰韦克在法国大革命以前为一个独立的堂区，其土地隶属于塞普泰姆领主。工业革命期间，当地出现了铁铺作坊，并由此形成工人社区。途径蓬泰韦克的维埃纳－瓦龙铁路于1891至1933年间运行。1932年，蓬泰韦克境内出现了一处造纸厂。二战后，随着维埃纳的城市扩张，蓬泰韦克境内出现了多处现代居民区，人口数量在20世纪60年代得到快速增加。

## 地理

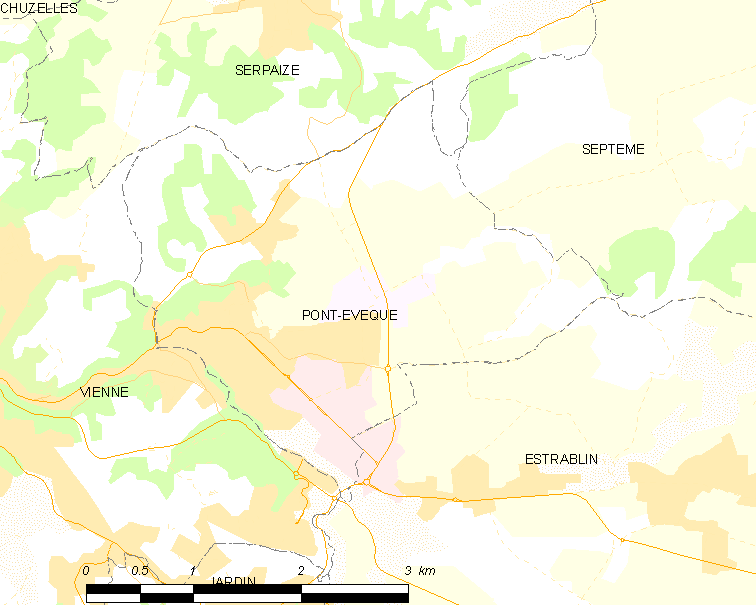
蓬泰韦克市镇范围地图

蓬泰韦克位于法国东南部，奥弗涅-罗讷-阿尔卑斯大区中部和伊泽尔省西北部，距离省会格勒诺布尔大约86公里。与蓬泰韦克接壤的市镇包括：塞普泰姆、塞尔派兹、維埃納、埃斯特拉布兰。

### 地形
蓬泰韦克位于维埃纳巴尔姆地区腹地，境内以浅丘为主，市镇中心地势较为平坦，南侧略有起伏，全境海拔在165到321米之间。

### 水文
热尔河及其右岸支流韦加河（Véga）在蓬泰韦克境内交汇，属于罗讷河流域。

### 植被
蓬泰韦克属于温带阔叶混交林区，孔博东树林（Bois de Combaudon）是当地主要的城市绿地，林地则主要分布于河流附近。
在鲜花城市的评比中，蓬泰韦克暂未被评级。

### 气候
蓬泰韦克在柯本气候分类法中属于带有大陆性特征的地中海气候。
距离蓬泰韦克最近的常年气象站位于吕济奈境内，以下为该气象站的数据（其中日照数据取自布龙）：
| 吕济奈1981年－2019年 | 吕济奈1981年－2019年 | 吕济奈1981年－2019年 | 吕济奈1981年－2019年 | 吕济奈1981年－2019年 | 吕济奈1981年－2019年 | 吕济奈1981年－2019年 | 吕济奈1981年－2019年 | 吕济奈1981年－2019年 | 吕济奈1981年－2019年 | 吕济奈1981年－2019年 | 吕济奈1981年－2019年 | 吕济奈1981年－2019年 | 吕济奈1981年－2019年 |
| 月份                 | 1月                  | 2月                  | 3月                  | 4月                  | 5月                  | 6月                  | 7月                  | 8月                  | 9月                  | 10月                 | 11月                 | 12月                 | 全年                 |
| -------------------- | -------------------- | -------------------- | -------------------- | -------------------- | -------------------- | -------------------- | -------------------- | -------------------- | -------------------- | -------------------- | -------------------- | -------------------- | -------------------- |
| 历史最高温 °C（°F）  | 18.5 (65.3)          | 19.5 (67.1)          | 24.8 (76.6)          | 29.2 (84.6)          | 33.1 (91.6)          | 39 (102)             | 38.4 (101.1)         | 40.3 (104.5)         | 32.8 (91.0)          | 27.7 (81.9)          | 21.5 (70.7)          | 17.2 (63.0)          | 40.3 (104.5)         |
| 平均高温 °C（°F）    | 6 (43)               | 8.3 (46.9)           | 12.8 (55.0)          | 16.9 (62.4)          | 21.5 (70.7)          | 25.8 (78.4)          | 27.8 (82.0)          | 26.9 (80.4)          | 22.2 (72.0)          | 17.1 (62.8)          | 10.2 (50.4)          | 6.1 (43.0)           | 16.8 (62.2)          |
| 日均气温 °C（°F）    | 3.3 (37.9)           | 4.8 (40.6)           | 8.3 (46.9)           | 11.9 (53.4)          | 16.3 (61.3)          | 20.1 (68.2)          | 22 (72)              | 21.3 (70.3)          | 17.3 (63.1)          | 13.3 (55.9)          | 7.3 (45.1)           | 3.5 (38.3)           | 12.5 (54.5)          |
| 平均低温 °C（°F）    | 0.5 (32.9)           | 1.3 (34.3)           | 3.9 (39.0)           | 6.9 (44.4)           | 11.2 (52.2)          | 14.4 (57.9)          | 16.1 (61.0)          | 15.6 (60.1)          | 12.4 (54.3)          | 9.4 (48.9)           | 4.4 (39.9)           | 1 (34)               | 8.1 (46.6)           |
| 历史最低温 °C（°F）  | −10 (14)             | −12.9 (8.8)          | −10.5 (13.1)         | −3.4 (25.9)          | 2.2 (36.0)           | 5.5 (41.9)           | 7.5 (45.5)           | 7.9 (46.2)           | 4.5 (40.1)           | −3.5 (25.7)          | −7.8 (18.0)          | −14 (7)              | −14 (7)              |
| 平均降水量 mm（）    | 59 (2.3)             | 54.8 (2.16)          | 51.5 (2.03)          | 85.9 (3.38)          | 92 (3.6)             | 76.2 (3.00)          | 65.6 (2.58)          | 65.6 (2.58)          | 93.6 (3.69)          | 113.7 (4.48)         | 98.7 (3.89)          | 61.9 (2.44)          | 918.5 (36.16)        |
| 月均日照時數         | 73.9                 | 101.2                | 170.2                | 190.5                | 221.4                | 254.3                | 283                  | 252.7                | 194.8                | 129.6                | 75.9                 | 54.5                 | 2,002                |
| 来源：infoclimat.fr  |                      |                      |                      |                      |                      |                      |                      |                      |                      |                      |                      |                      |                      |

## 行政区划
蓬泰韦克是法国奥弗涅-罗讷-阿尔卑斯大区伊泽尔省的一个市镇，编号为38318。蓬泰韦克隶属于维埃纳区、伊泽尔省第八选区以及维埃纳第一县，同时也是维埃纳-孔德里约城市圈公共社区的组成部分。
法国国家统计与经济研究所（简称）在进行数据统计时，将蓬泰韦克及相邻的另外24个市镇设为维埃纳城市核心区，并将包括核心区在内的周边共40个市镇划为维埃纳城市区。自2020年起，维埃纳城市区被包含398个市镇的里昂城市辐射区代替。此外，还将蓬泰韦克市镇分为了两个“块区”（IRIS），以便于统计人口分布情况。

## 交通

### 公路
伊泽尔省省道D75线和D502线在蓬泰韦克境内交汇，奥弗涅-罗讷-阿尔卑斯大区下属的城际客运提供巴士线路，可前往利勒达博。
2018年，74.2%的蓬泰韦克家庭拥有至少一辆私人汽车。2019年，蓬泰韦克境内共发生各类交通事故5起，造成7人受伤。
| 9 | 7 |

| 格勒诺布尔 | 86 |

| 维埃纳 | 4 |

| 日沃尔 | 14 |

### 铁路
蓬泰韦克位于维埃纳－瓦龙铁路上，该铁路已于1933年废弃。
距离蓬泰韦克最近的运营中的客运铁路车站为4公里外的维埃纳站，该站停靠往返于里昂和瓦朗斯一线的区域列车。

### 航空
距离蓬泰韦克最近的民用航空站为里昂圣埃克絮佩里机场，距离蓬泰韦克市中心的公路里程约32公里。

### 城市公共交通
蓬泰韦克是维埃纳城市公共交通（商业名称为）的服务范围。截至2022年3月，该系统共包括8条市区公交线路，其中公交1路、2路、4路和6路经过蓬泰韦克市区。

## 政治

### 市政内阁

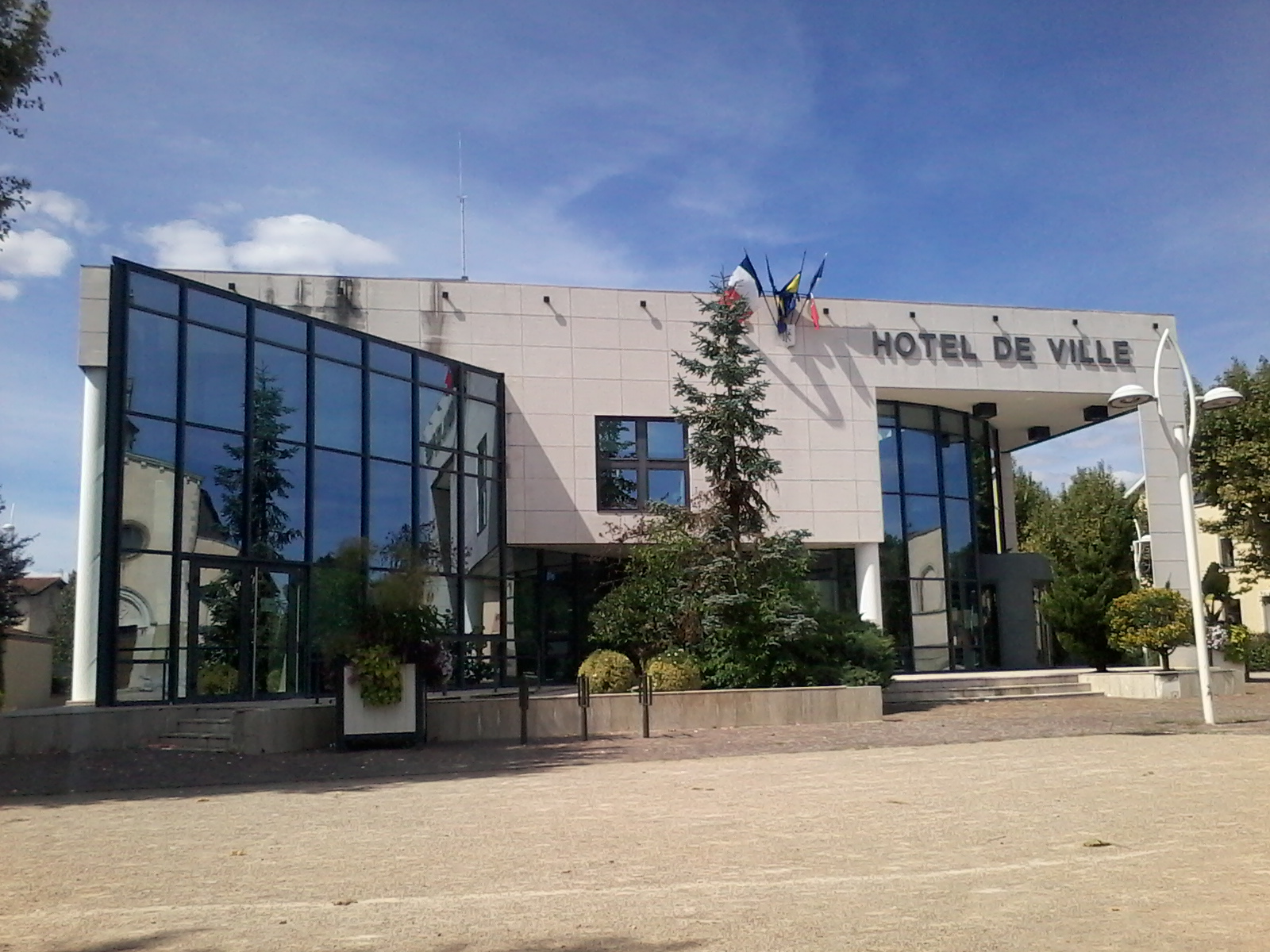
蓬泰韦克市政厅

蓬泰韦克的现任市长为马尔蒂娜·法伊塔女士（Martine FAÏTA），她是民主人士和独立人士联盟的一名成员，在2020年的市政选举中获得了76.99%的支持率。
| 蓬泰韦克历届市长       | 蓬泰韦克历届市长              | 蓬泰韦克历届市长          |
| 任期                   | 市长                          | 党派                      |
| ---------------------- | ----------------------------- | ------------------------- |
| （2001年以前资料暂缺） |                               |                           |
| 2001年－2011年         | Daniel Cachet 达尼埃尔·卡谢   | 無黨籍                    |
| 2011年－               | Martine FAÏTA 马尔蒂娜·法伊塔 | UDI民主人士和独立人士联盟 |

### 各级选举
| 蓬泰韦克历届投票选举结果 | 蓬泰韦克历届投票选举结果 | 蓬泰韦克历届投票选举结果 | 蓬泰韦克历届投票选举结果 | 蓬泰韦克历届投票选举结果        | 蓬泰韦克历届投票选举结果 | 蓬泰韦克历届投票选举结果 | 蓬泰韦克历届投票选举结果        | 蓬泰韦克历届投票选举结果 | 蓬泰韦克历届投票选举结果 |
| 选举项目                 | 选举范围                 | 选区单位                 | 选举结果                 | 选举结果                        | 选举结果                 | 选举结果                 | 选举结果                        | 选举结果                 | 参考资料                 |
| 选举项目                 | 选举范围                 | 选区单位                 | 第一轮胜出者             | 第一轮胜出者                    | 支持率                   | 第二轮胜出者             | 第二轮胜出者                    | 支持率                   | 参考资料                 |
| ------------------------ | ------------------------ | ------------------------ | ------------------------ | ------------------------------- | ------------------------ | ------------------------ | ------------------------------- | ------------------------ | ------------------------ |
| 2017年法國總統選舉       | 法國                     | 市镇                     |                          | 埃马纽埃尔·马克龙               | 24.54%                   |                          | 埃马纽埃尔·马克龙               | 65.64%                   | [ 16 ]                   |
| 2017年法国立法选举       | 伊泽尔省第八选区         | 市镇                     |                          | 卡萝莉娜·阿巴迪                 | 32.34%                   |                          | 卡萝莉娜·阿巴迪                 | 60.38%                   | [ 16 ]                   |
| 2019年欧洲议会选举       | 法國                     | 市镇                     |                          | 若尔当·巴尔代拉                 | 24.41%                   | （不适用）               | （不适用）                      | （不适用）               | [ 18 ]                   |
| 2021年法国省级选举       | 伊泽尔省                 | 县                       |                          | 克里斯托夫·夏尔 马尔蒂娜·法伊塔 | 44.91%                   |                          | 克里斯托夫·夏尔 马尔蒂娜·法伊塔 | 61.02%                   | [ 19 ]                   |
| 2021年法国省级选举       | 伊泽尔省                 | 市镇                     |                          | 克里斯托夫·夏尔 马尔蒂娜·法伊塔 | 59.12%                   |                          | 克里斯托夫·夏尔 马尔蒂娜·法伊塔 | 69.82%                   | [ 19 ]                   |
| 2021年法国大区选举       |                          | 市镇                     |                          | 洛朗·沃基耶                     | 40.71%                   |                          | 洛朗·沃基耶                     | 54.18%                   | [ 20 ]                   |

## 人口
2018年，蓬泰韦克市镇人口数量为5,207，在法国排名第2,105位。其中男性2,520人，女性2,687人，75岁及以上人口占7.9%，外籍人口数量为1,017人，人口密度为594人/平方公里，当地居民被称为（男性）或（女性）。2019年，蓬泰韦克境内出生83人，死亡人口43人。
| 蓬泰韦克1901年－2019年人口变化情况 |
|                                    |
| 数据来源：Cassini、INSEE           |

## 经济
蓬泰韦克是维埃纳的一个近郊卫星城。截止2022年3月，蓬泰韦克市镇范围内共有各类用人单位（包含自雇）858家，平均历史为15年，其中98.29%为中小型企业（PME）。（造纸）、（工业设备）及（电子元件销售）是当地2020年营业额最高的三个企业，分别为100,317,323欧元、21,700,827欧元和15,522,803欧元。

## 财政与居民收入
2020年，蓬泰韦克的财政收入总额为5,809,150欧元，财政支出总额为5,252,210欧元，当年的债务总额为6,360,790欧元。2021年，蓬泰韦克共获得462,764欧元的国家财政补助，比上一年减少了2.12%。
2019年，蓬泰韦克的人均月收入总额为2,085欧元，其中高级职员为3,557欧元，低于法国平均水平（4,230欧元）；中级职员为2,346欧元，低于法国平均水平（2,411欧元）；普通职员为1,608欧元，亦低于法国平均水平（1,740欧元）。
2018年，蓬泰韦克境内的青壮年（15至64岁）失业率为15.9%，当地42.9%的家庭拥有纳税资格，平均纳税2,075欧元，低于法国平均水平（3,910欧元）。

## 社会事务

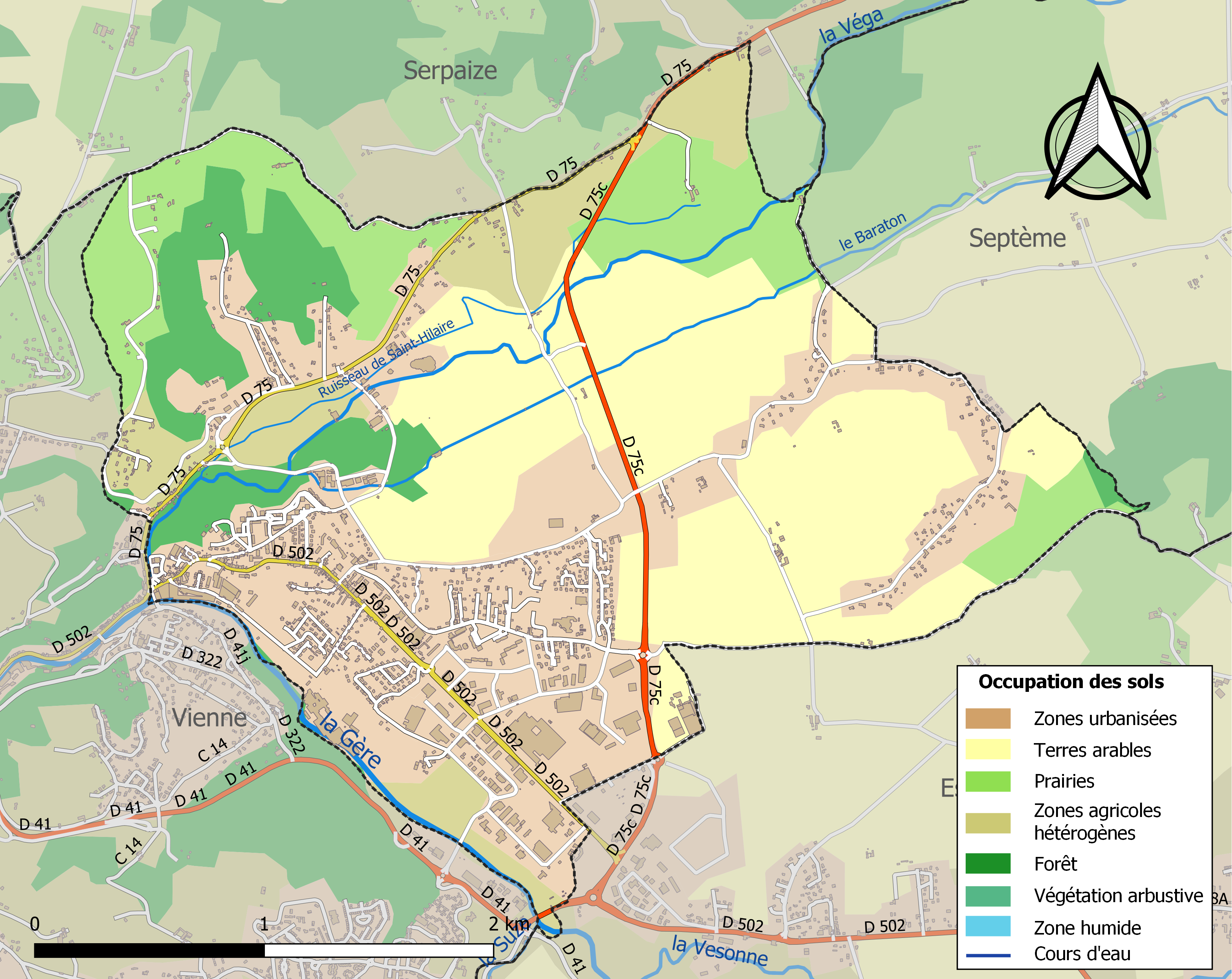
蓬泰韦克土地利用情况地图

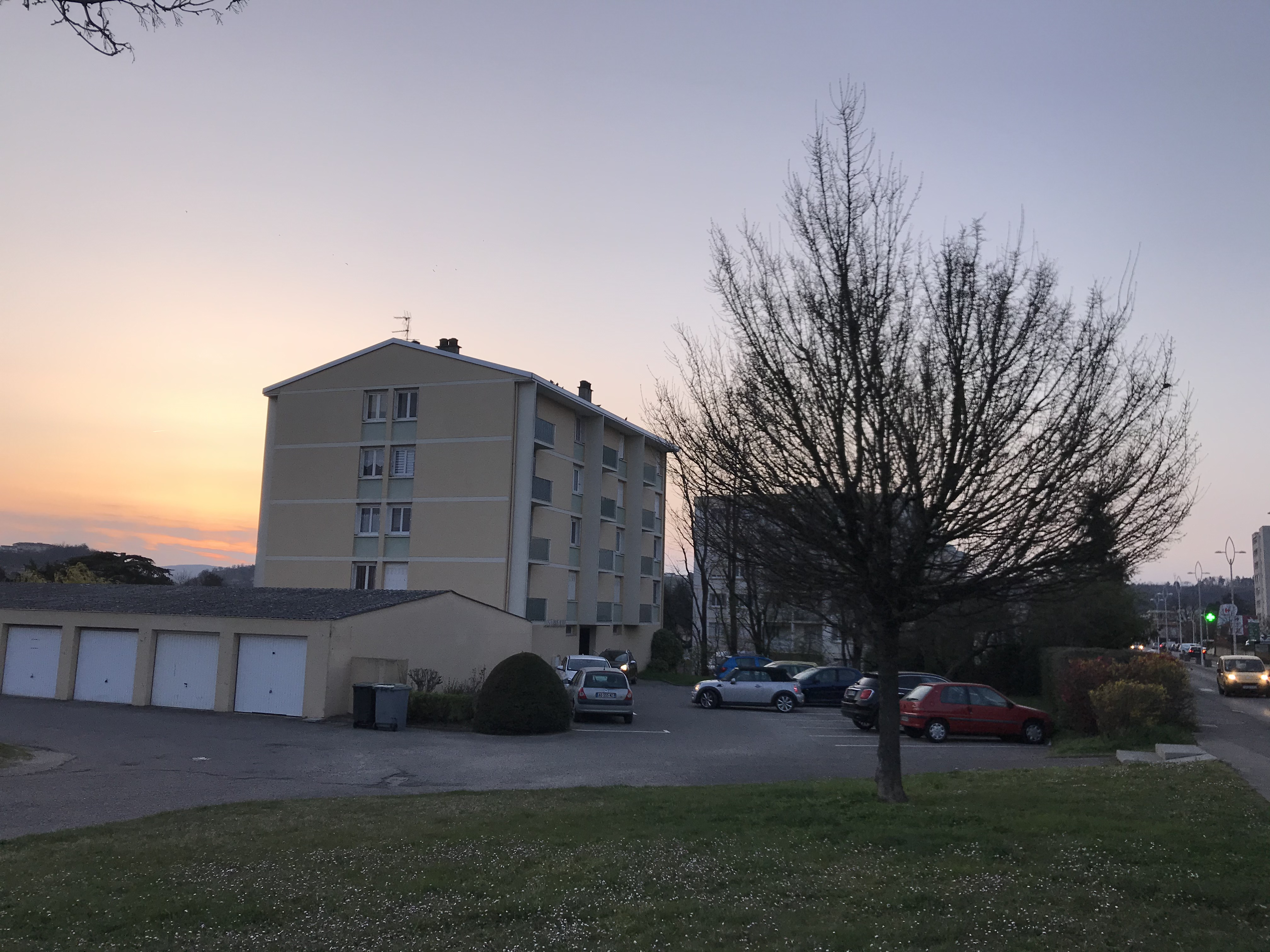
蓬泰韦克的一处居民楼

### 教育
蓬泰韦克属于格勒诺布尔学区。截止2020年1月1日，蓬泰韦克境内共有1所幼儿园、3所小学、1所初级中学。2018至2019学年度，蓬泰韦克境内共有在校中等教育阶段学生423名。

### 医疗
截止2020年1月1日，蓬泰韦克境内共有全科医生4名、牙医3名和护士11名。境内共有药房2家。
距离蓬泰韦克最近的区域性医疗机构为吕西安·于塞尔中心医院（Centre hospitalier Lucien Hussel），其主病区位于维埃纳市区北部，距离蓬泰韦克市区的正常车程约8分钟，该院设有床位677个，是当地规模最大的公立综合性医院。

### 住房
2018年，蓬泰韦克境内共有各类住房2,452套，其中36.6%为独立式居民区，63.1%为集中式居民区。常住房屋占蓬泰韦克市镇范围内居民建筑总量的89.6%。
在住房保障政策方面，2020年，蓬泰韦克境内共有711户家庭获得了住房经济补助，受益人数占总人口数量的13.7%，其中662份为房租补助。

### 商业
2019年，蓬泰韦克境内共有各类实体商铺189家，其中餐厅6家、大型超市1家、杂货店1家、面包房5家、肉铺2家、书店2家、装饰品店1家、银行门店4家、美容美发店6家、汽车维修店18家。蓬泰韦克市中心建有一家家乐福超市。

### 体育
2020年，蓬泰韦克境内共有2间体育馆、5处网球场以及2处足球或橄榄球场。
截至2022年3月，蓬泰韦克境内暂无注册足球俱乐部。不过蓬泰韦克境内有游泳、手球、篮球等体育联盟组织。

### 环境
蓬泰韦克的环境事务由其所属的维埃纳-孔德里约城市圈公共社区负责。2019年，蓬泰韦克境内共有1家污染企业。

### 治安
蓬泰韦克所在地是维埃纳警区（zone police de Vienne）的管辖范围。2020年，该警区辖区内共2个市镇累计发生各类案件2,008起，其中盗窃类案件1,030起，经济类案件212起，毒品交易类案件152起。

## 文化
2020年，蓬泰韦克境内暂无任何文化设施。蓬泰韦克市政府下属博里斯·维扬多媒体中心（Médiathèque Boris Vian），每周二至六向公众开放。

### 建筑
蓬泰韦克境内的大部分建筑建于二十世纪以后。

### 旅游
蓬泰韦克的旅游事务由其所属的蓬泰韦克城市圈公共社区负责。2021年，蓬泰韦克境内共有1家酒店共计19间房间。

### 媒体
法国主要的媒体均可在蓬泰韦克接收，法国电视三台下属的奥弗涅-罗讷-阿尔卑斯大区频道在部分时段播出蓬泰韦克所属区域的地方新闻。

## 友好城市
截至2022年3月，蓬泰韦克共与两座城市互为友好城市关系：
- 英格兰 Glynneath（1993年）
- 義大利 因贝尔萨戈（2003年）